# August Kratt
August Kratt (* 30. Oktober 1882 in Karlsruhe; † 7. Oktober 1969 in Radolfzell am Bodensee) war ein deutscher Kaufmann, Politischer Leiter der NSDAP und von 1942 bis 1945 kommissarischer Bürgermeister von Radolfzell am Bodensee.

## Leben
Der am 30. Oktober 1882 in Karlsruhe geborene August Kratt gründete 1919 in Radolfzell einen kleinen Gemischtwarenladen, den er im Lauf der 20er Jahre zu einem größeren Mehrsparten-Warenhaus mit Firmensitz am Marktplatz ausbaute; es existiert dort heute noch als familiengeführte Kommanditgesellschaft.
Zum 1. Mai 1933 trat Kratt der NSDAP bei (Mitgliedsnummer 3.016.638), und saß für die Partei seit 1935 im Gemeinderat („Ratsherrenkollegium“); ab 23. Oktober 1935 war er 3. Beigeordneter des Bürgermeisters Josef Jöhle. Gemäß Gemeindeordnung 1935 war er von einem hauptamtlichen Parteifunktionär, Adolf Schuppel, als Ratsherr berufen und von Bürgermeister Jöhle ernannt worden. Nach eigenen Angaben war Kratt in den Jahren 1934–1943 Block- und Zellenleiter und damit Politischer Leiter der NSDAP. Mit Ortsgruppenleiter Otto Gräble zählte Kratt zu den bekannten Aktivisten und Funktionsträgern der örtlichen NSDAP. Außerdem war Kratt – nach eigenen Angaben von 1933 bis 1942 – förderndes Mitglied der SS, Ortsbetriebsgemeinschaftswalter Handel der „Reichsbetriebsgemeinschaft Handel und Handwerk“ in der Deutschen Arbeitsfront (DAF), Mitglied im Reichskolonialbund, im Reichskriegerbund und in der antisemitisch ausgerichteten „Arbeitsgemeinschaft deutsch-arischer Fabrikanten der Bekleidungsindustrie e.V.“ (ADEFA).

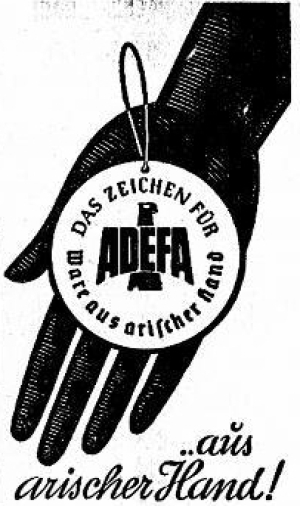
ADEFA – Logo mit „Gütesiegel“ (1937)

Die zum Zweck der systematischen „Arisierung“ dieses Wirtschaftszweiges 1933 gegründete, auf Selbstverpflichtung beruhende Adefa verbot ihren etwa 500 Mitgliedern (Stand 1938) jeglichen Geschäftsverkehr mit jüdischen Produktions- und Handelsbetrieben. Adefa-Mitglieder warben bereits ab dem Judenboykott im April 1933 mit einem in die Ware eingenähten Logo und „Gütesiegel“ – „aus arischer Hand“ – und versuchten so, das antijüdische Gesellschaftsklima für eigene ökonomische Interessen auszunutzen.

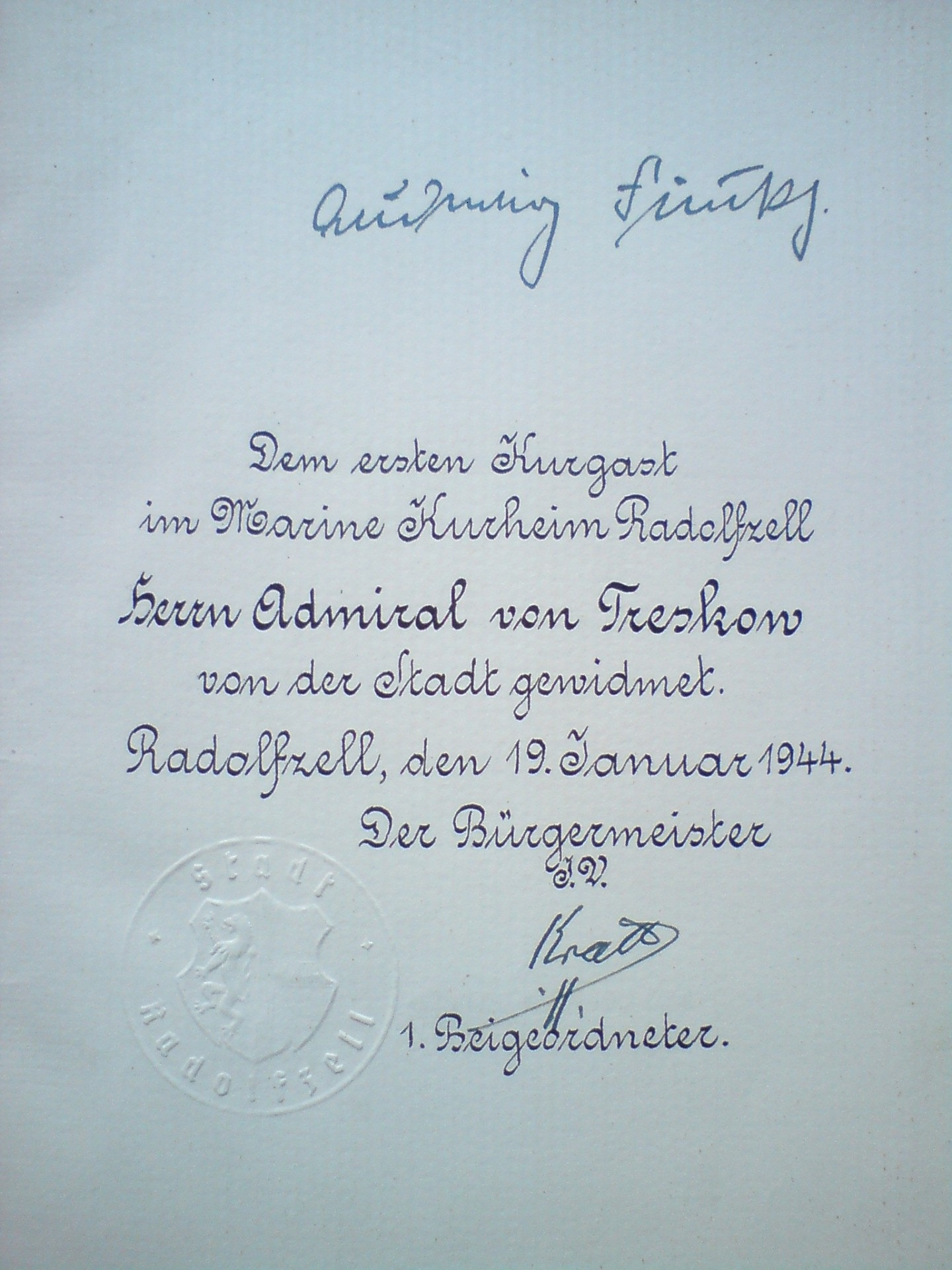
„Dem ersten Kurgast im Marine Kurheim Radolfzell“, Konteradmiral Hans-Udo von Tresckow, mit geprägtem Stadtsiegel und Unterschrift des komm. Bürgermeisters August Kratt; signiertes Buch von Ludwig Finckh, 1944.

August Kratt führte – seit 1939 erster Beigeordneter und Stellvertreter („Bürgermeister I.V.“) – die Amtsgeschäfte des am 25. September 1942 nach Krankheit gestorbenen Bürgermeisters Josef Jöhle ab 23. Oktober 1942 bis zum Kriegsende 1945 kommissarisch fort. Das in der SS-Garnison Radolfzell gewünschte gute Einvernehmen zwischen Stadtverwaltung und Waffen-SS, Kasernen-Kommandantur und Waffen-SS-Unterführerschule, und deren Belange war unter Kratt gewährleistet. Außerdem übernahm Kratt die Redaktion der von seinem Vorgänger seit 1940 herausgegebenen, propagandistischen „Feldpostbriefe für Front und Heimat“, mit denen die Stadtverwaltung die Verbindung von Heimatfront und Frontsoldaten zu stärken gedachte.
Nach eigenen Angaben wegen „politischer Unzuverlässigkeit“ Ende März 1945 von Gauleiter Robert Wagner seines Amtes enthoben und durch einen Alten Kämpfer, Rainer Schlegel, für drei Wochen ersetzt, berief sich Kratt nach dessen Absetzung zum 21. April 1945 selbst wieder in das Bürgermeisteramt.

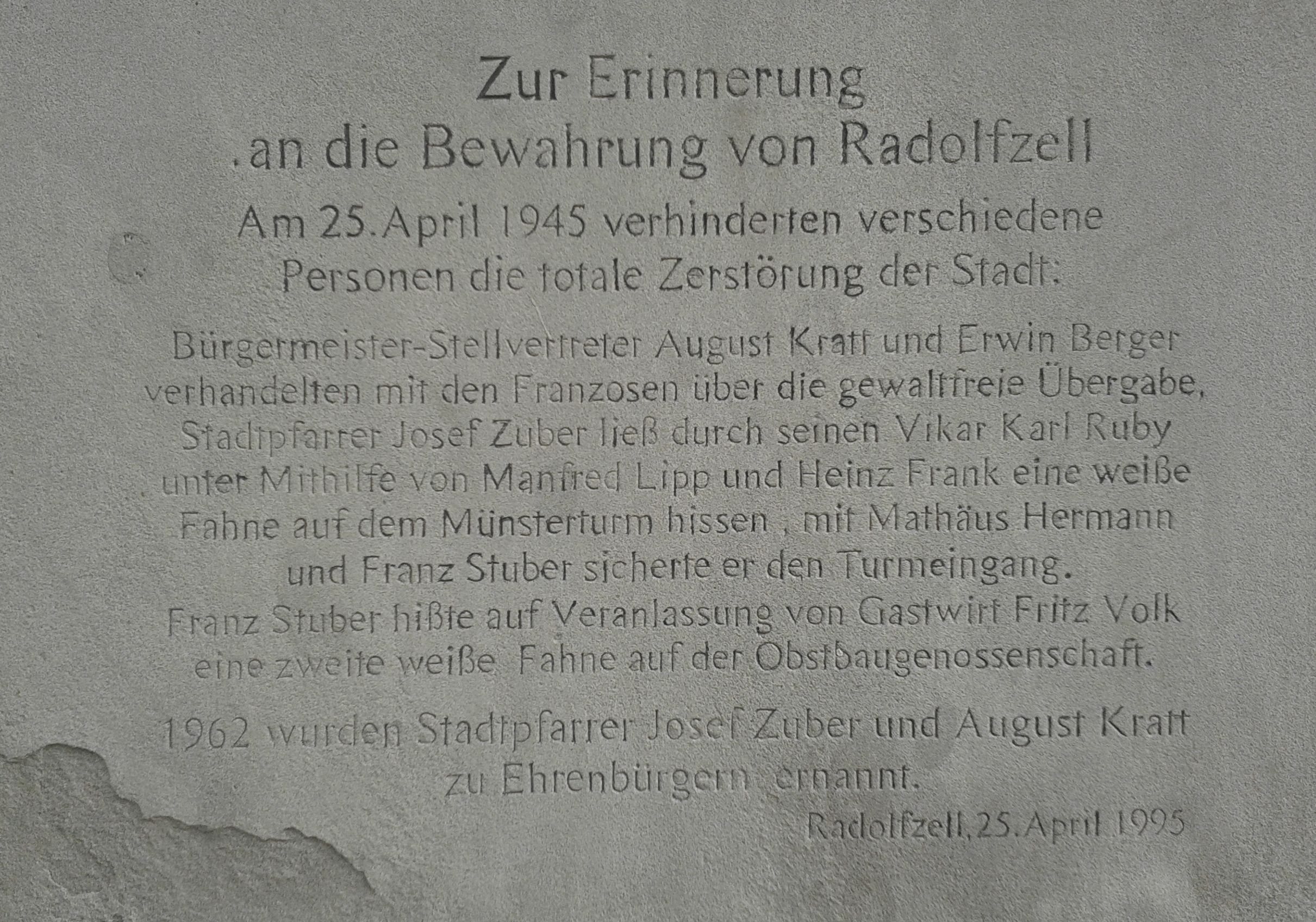
Erinnerungstafel (1995) an die Bewahrung der Stadt vor ihrer Zerstörung am 25. April 1945 – u. a. mit Nennung und Würdigung von August Kratt; Münsterbrunnen, Radolfzell, 2017.

Beim Einmarsch der französischen Streitkräfte am 25. April 1945 soll er die „kampflose Übergabe“ ermöglicht haben, indem er im Postamt von Radolfzell die telefonischen Unterhandlungen mit Waffen-SS, Wehrmacht und der anrückenden 1ere Armée führte und gegen den zuvor ausgerufenen Verteidigungsbefehl das Hissen von weißen Fahnen anordnete. Für diese Selbstdarstellung, die unkritisch in ein lokalgeschichtliches Narrativ über die Ereignisse des 25. April 1945 eingegangen ist, gibt es keine unabhängigen Belege und keine Bestätigung. Am Ende eines mehrjährigen Spruchkammerverfahrens wurde Kratt als ehemaliger Funktionsträger und Politischer Leiter der NSDAP als „Aktivist“ beurteilt und der Gruppe der „Minderbelasteten“ zugeordnet. Die Spruchkammer verhängte 1948 als „Sühnemaßnahmen“ eine Geldstrafe von 5.000 Reichsmark sowie den Verlust der Wählbarkeit und des Rechts, sich weiter politisch zu betätigen oder Mitglied einer Partei zu werden. Ein erstes Spruchkammerurteil von 1947, gegen das Kratt mit rechtsanwaltlicher Unterstützung von Theopont Diez in Revision gegangen war, hatte ein schärferes Strafmaß verhängt: „50 (laut franz. Militärgericht: 80) Prozent des gesamten Vermögens, für 10 Jahre Verbot, eine leitende oder selbständige Tätigkeit auszuüben, für 10 Jahre Entzug des Führerscheins, falls vorhanden, Verbot des Haltens von Kraftfahrzeugen.“
August Kratt starb 1969 in Radolfzell.

## Ehrenbürgerschaft und kritische Revision
Ungeachtet seiner NS-Belastung verlieh die Stadt Radolfzell Kratt anlässlich seines 80. Geburtstages am 30. Oktober 1962 „in Würdigung seiner hervorragenden Verdienste während seiner kommunalpolitischen Tätigkeit als erster Beigeordneter der Stadt Radolfzell während des letzten Krieges“ die Ehrenbürgerwürde. Für den Ehrenbürgerbrief einigte man sich auf folgenden Wortlaut der Begründung: „in dankbarer Anerkennung seiner vielseitigen guten Taten und Stiftungen zum Wohle der Stadt und ihrer Einwohner und in Würdigung seiner auch in schweren Zeiten stets bewiesenen menschlichen Einstellung.“ Seinerseits hatte Kratt zuvor mit einer Barspende von 30.000 DM und einer Grundstücksüberlassung für die Errichtung eines neuen Altersheims die „Anna- und August-Kratt-Stiftung“ gegründet.
Nach Veröffentlichung eines Presseartikels 2023, der die Ehrenbürgerschaft Kratts einer kritischen Revision unterzogen hatte, gab die Stadtverwaltung ein Gutachten zu Kratts „Leben und Wirken“ in der Zeit des Nationalsozialismus in Auftrag. Die beauftragte Historikerin Carmen Scheide stellte es dem Radolfzeller Gemeinderat in nichtöffentlicher Sitzung am 11. März 2025 vor. Die Gutachterin sah nach ihrer abschließenden Bewertung von Kratts, ihrer Ansicht nach geringer NS-Belastung keine Notwendigkeit, die 1962 verliehene Ehrenbürgerwürde symbolisch abzuerkennen. Das Gutachten wurde im Mai 2025 auf der Website der Stadt Radolfzell veröffentlicht. Am 18. Juni 2025 wurde in einem offenen Brief an die Stadtverwaltung und den Gemeinderat darüber informiert, dass die Stadtverwaltung von Radolfzell 1938 mit Josef Jöhle als Bürgermeister und August Kratt als Beigeordneter im Rahmen der örtlichen Umsetzung des Gesetzes zur Verhütung erbkranken Nachwuchses nachweislich an mindestens einem Fall einer Zwangssterilisation im Städtischen Krankenhaus beteiligt war. Weder der Jöhle und Kratt gleichermaßen belastende Sachverhalt noch die diesbezüglichen Archivquellen und Sekundärliteratur waren im Gutachten berücksichtigt worden. Nachdem sie ihrerseits bereits am 5. Juni 2025 über den Aktenbestand informiert worden war und nach eigener Sichtung des Archivmaterials stellte die Gutachterin nachträglich eine Auswahl der Akten in Transkriptionen, Kopien und Paraphrasierungen zusammen und ließ am 19. Juni 2025 einen Nachtrag zum Gutachten an den Gemeinderat weiterleiten. Sie enthielt sich dieses Mal ausdrücklich einer Bewertung der beschriebenen Archivalien, um laut eigener Angabe dem Gemeinderat die Möglichkeit zu geben, „sich eine eigene Meinung“ zu bilden. Dieser lehnte nach öffentlicher, kontrovers geführter Debatte in seiner Sitzung vom 24. Juni 2025 einen Antrag der Freien Grünen Liste (FGL) auf Aberkennung der Ehrenbürgerwürde Kratts mehrheitlich ab und berief sich dabei auf das umstrittene Gutachten und dessen Nachtrag.